# Xã King, Quận Winnebago, Iowa
Xã King (tiếng Anh: King Township) là một xã thuộc quận Winnebago, tiểu bang Iowa, Hoa Kỳ. Năm 2010, dân số của xã này là 652 người.